# Divinópolis
Divinópolis là một đô thị thuộc bang Minas Gerais, Brasil. Đô thị này có diện tích 708,909 km², dân số năm 2007 là 213277 người, mật độ 293,4 người/km².